# Hanna Diyab
Antun Yússuf Hannà Diyab (àrab: اَنْطون يوسُف حَنّا دِياب, Anṭūn Yūsuf Ḥannā Diyāb) (nascut vers 1688) va ser un escriptor i rondallaire maronita. És l'origen dels famosos contes d'Aladdin i Alí Babà i els quaranta lladres dins Les mil i una nits traduïdes per Antoine Galland.
Durant molt de temps va ser conegut gràcies només a breus mencions al diari d'Antoine Galland, però la descoberta de la seva autobiografia manuscrita el 1993 va incrementar enormement el coneixement sobre ell.

## Vida
La major part de la informació sobre Diyab prové de la seva autobiografia, escrita el 1763, quan tenia uns 75 anys. Es tracta del manuscrit Sbath 254 de la Biblioteca de Vaticà, que ha estat descrit com una narrativa picaresca, i un exemple valuós de l'àrab col·loquial sirià del segle xviii, influït per l'arameu i el turc.
Diyab va néixer en el si d'una família cristiana maronita a Alep, a la Síria Otomana, al voltant del 1688 i quedà orfe de pare en l'adolescència. Tot treballant per a mercaders francesos, Diyab va aprendre francès i italià; segons Galland, també tenia coneixements d'occità i turc.
Cap al començament de 1707 va conèixer el francès Paul Lucas, que cercava antiguitats per a Lluís XIV de França. Lucas va convidar Diyab a retornar amb ell a França, treballant al seu servei com a criat, ajudant i intèrpret, bo i suggerint que podria trobar feina a la Biblioteca Reial de París.
Deixant Alep el febrer de 1707, van visitar Trípoli, Sidó, Beirut, Xipre i Egipte, d'on van viatjar a Líbia, i després Tunísia. D'allà va anar a Còrsega, Liorna, Gènova i Marsella, abans d'arribar a París a principis del 1708. Diyab va ser rebut als apartaments del rei a Versalles, abillat amb un vestit nacional. Tanmateix no va aconseguir cap prebenda i, cansat, va retornar a Alep el 1710.
Durant el seu sojorn a París, Diyab conegué l'orientalista Antoine Galland el diumenge 17 de març de 1709. El diari de Galland conté els resums de les històries que Diyab li va contar el 25 de març. Galland en demanà més, i el 5 de maig va rebre per escrit la primera versió (ara perduda) de la història ara coneguda com a Aladdin. El diari de Galland de maig al juny conté més històries de Diyab, segons que sembla explicades de paraula i en francès. Galland més tard utilitzaria aquestes histories per a continuar la seva traducció al francès d'un manuscrit àrab incomplet de Les mil i una nits. Tanmateix, l'erudit francès va silenciar el nom i la contribució de Diyab. Segons l'autobiografia, Galland també volia una plaça a la Biblioteca Reial i, veient Diyab com a rival, va conspirar contra ell.
Després del seu retorn a Alep, Diyāb esdevingué un pròsper comerciant de teles amb l'ajuda del seu germà Abdallah. Es va casar el 1717 i va fundar una nombrosa família. Cap al 1740, vivia en una de les cases més grans de la ciutat, amb la seva mare i dos germans grans.

## Contes de Diyab
Segons Ulrich Marzolph, els contes relatats per Diyab a Galland, la majoria dels quals van aparèixer a Les mille et une nuits, son:
| Data (dins 1709) | Títol                                                    | Tipus de conte de l'ATU               | Número en Galland | Número en Chauvin |
| ---------------- | -------------------------------------------------------- | ------------------------------------- | ----------------- | ----------------- |
| 25 març          | "diversos contes àrabs molt bonics"                      |                                       |                   |                   |
| 5 maig           | Aladdin                                                  | 561                                   | Vol. 9.2          | No. 19            |
| 6 maig           | Qamar al-dīn i Badr al-Budūr                             | 888                                   |                   |                   |
| 10 maig          | Les aventures nocturnes del califa                       | Conte marc, que conté el següent tres | Vol. 10.1         | No. 209           |
| 10 maig          | El cec Bābā ʿAbdallāh                                    | 836F*                                 | Vol. 10.2         | No. 725           |
| 10 maig          | Sīdī Nuʿmān                                              | 449                                   | Vol. 10.3         | No. 371           |
| 10 maig          | Alī al-Zaybaq                                            | Breu menció només                     |                   |                   |
| 13 maig          | El cavall de banús                                       | 575                                   | Vol. 11.3         | No. 130           |
| 15 maig          | La ciutat daurada                                        | 306                                   |                   |                   |
| 22 maig          | El príncep Ahmed i la fada Perī-Bānū                     | 653Un+465                             | Vol. 12.1         | No. 286           |
| 23 maig          | El soldà de Samarcanda i els seus tres fills             | 550+301                               |                   | No. 181           |
| 25 maig          | Les dues germanes que envejaven la seva germana petita   | 707                                   | Vol. 12.2         | No. 375           |
| 27 maig          | Els deu visirs                                           | 875D*                                 |                   | No. 48            |
| 27 maig          | Alí Babà                                                 | 676+954                               | Vol. 11.1         | No. 241           |
| 29 maig          | Khawājā Hasan al-Habbāl                                  | 945Un*                                | Vol. 10.4         | No. 202           |
| 29 maig          | Alī Khawājā i el mercader de Bagdad                      | 1617                                  | Vol. 11.2         | No. 26            |
| 31 maig          | El moneder, la banya del dervix, les figues i les banyes | 566                                   |                   |                   |
| 2 juny           | Hassan el venedor d'infusions                            |                                       |                   |                   |

Tots aquests són els anomenats contes "orfes" o apòcrifs de Les mil i una nits, que no consten en manuscrits àrabs antics i la forma més antiga dels quals és la versió francesa de Galland. La cerca de fonts antigues per a aquestes narracions només ha donat falsificacions que es limitaven a traduir el text francès a l'àrab. Per aquesta raó, els contes de Diyab no figuren en cap de les versions àrabs canòniques de les Nits (Bulaq i Calcuta II), tot i que la majoria de traduccions modernes a altres llengües els inclouen, sovint en un apèndix, atès que han esdevingut molt més populars a Occident que no les narracions del corpus àrab original.

## Obres
- Dyâb, Hanna, D'Alep à Paris: Les pérégrinations d'un jeune syrien au temps de Louis XIV, editat i traduït per Paule Fahmé-Thiéry, Bernard Heyberger, i Jérôme Lentin (París: Sindbad, 2015) [autobiografia en traducció francesa].
- Dyâb, Hanna, Min Halab ila Baris: Rihla ila Bilat Luwis Arrabi' 'Ashir, editat per Mamede Jarouche i Safa Un.-C. Jubran (Bagdad/de Beirut: Al-Jamal, 2017) [edició crítica en Àrab]
- Ulrich Marzolph I Anne E. Duggan, 'Ḥannā Diyāb's Tales', Marvels & Tales 32.1 (2018), 133–154 (part I); 32.2 (2018) 435–456 (part II) [traduccions angleses dels resums dels contes de Diyab fets per Galland].
- Registre de catàleg i digitalització de Sbath.254 [autobiografia manuscrita de Diyāb en facsímil digital].